# Pierre Mamboundou
Pierre Mamboundou (ur. 6 listopada 1946 w Mouili, zm. 15 października 2011) – gaboński polityk, przewodniczący opozycyjnej partii Union du Peuple Gabonais (UPG) od 1989. Kandydat w wyborach prezydenckich w 1998, w 2005 oraz w 2009. 

## Życiorys
Pierre Mamboundou urodził się w mieście Mouila. W latach 1978–1979 stał na czele agencji handlowej Urzędu Poczty i Telekomunikacji. Od 1979 do 1989 pracował w Agencji Współpracy Kulturalnej i Technicznej (ACCT) z siedzibą w Paryżu, organizacji będącej poprzedniczką Frankofonii. W lipcu 1989 w stolicy Francji założył opozycyjną partię UPG. W październiku 1989 został oskarżony przez prezydenta Omara Bongo o organizację zamachu stanu i skazany zaocznie na 10 lat więzienia). 
W styczniu 1990 prezydent Bongo oskarżył go o kolportaż na terytorium Francji antyrządowych materiałów. W lutym 1990 Mamboundou został aresztowany w swoim domu w Chelles i odesłany do Senegalu. 
W październiku 1993 wrócił do Gabonu, by wziąć udział w wyborach prezydenckich, po przywróceniu przez Bongo systemu wielopartyjnego. Ostatecznie nie wziął udziału w wyborach, gdyż nie zdołał zgłosić swojej kandydatury w przepisowym czasie. 
W 1996 został wybrany burmistrzem Ndendé, a po wyborach z grudnia 1996 wszedł w skład Zgromadzenia Narodowego z ramienia UPG. 6 grudnia 1998 wziął udział w wyborach prezydenckich jako kandydat Najwyższej Rady Oporu (HCR), koalicji partii opozycyjnych. W wyborach tych zdobył oficjalnie 16,5% głosów poparcia i zajął drugie miejsce za Omarem Bongo. Nie uznał jednak wyników głosowania, nazywając je "wyborczym zamachem stanu" i wezwał obywateli do protestu. 
Pierre Mamboundou wystartował po raz drugi w wyborach prezydenckich 27 listopada 2005. Zajął w nich ponownie drugie miejsce za prezydentem Bongo. Zdobył 13,61 głosów poparcia. W wyborach parlamentarnych w grudniu 2006 uzyskał mandat deputowanego z ramienia UPG i stanął na czele jej klubu parlamentarnego.
Po śmierci prezydenta Omara Bongo w czerwcu 2009, Mamboundou 19 lipca 2009 został kandydatem koalicji Sojusz na rzecz Zmian i Odbudowy (ACR, Alliance pour le Changement et la Restauration) w wyborach prezydenckich zaplanowanych na 30 sierpnia 2009.
30 sierpnia 2009, zaraz po zakończeniu głosowania i jeszcze przed ogłoszeniem wyników wyborów, Mamboundou oraz Ali Bongo i André Mba Obame ogłosili własne zwycięstwo w wyborach. Oświadczył, że jest pewien zwycięstwa i nastania "nowej ery" w kraju.
3 września 2009 komisja wyborcza ogłosiła oficjalne wyniki wyborów prezydenckich. Według nich zwycięzcą został Ali Bongo z wynikiem 41,73% głosów. Mamboundou zajął trzecie miejsce, uzyskując 25,22% głosów poparcia. Uznał on wyniki za sfałszowane, stwierdzając, że władze dokonały fałszerstw wyborczych w ciągu ostatnich 48 godzin. Mamboundou został ranny w czasie starć z policją przed budynkiem komisji wyborczej w Libreville, do których doszło po ogłoszeniu wyników wyborów.